# Championnat de Brunei de football 2018-2019
Navigation
Saison précédente Saison suivante
La saison 2018-2019 du Championnat de Brunei de football est la dixième édition du championnat national de première division à Brunei. Les dix meilleurs clubs du pays sont regroupés au sein d'une poule unique où ils s'affrontent deux fois. Les deux derniers du classement sont relégués et remplacés par les deux meilleures formations de Liga Perdana, la deuxième division brunéienne.
C'est le MS ABDB, triple tenant du titre, qui remporte à nouveau la compétition, après avoir terminé en tête du classement final, avec neuf points d'avance sur un duo composé du Kasuka FC et de Wijaya FC. C'est le quatrième titre de champion du Brunei de l'histoire du club.
La formation de Tabuan Muda, qui représente la sélection brunéeienne des moins de 23 ans, ne s'engage pas en championnat cette saison et préfère s'aligner en deuxième division. Il y a donc 10 clubs engagés en Super League pour cette année.

## Les clubs participants
- Najip-Bakes FC
- Kota Rangers
- Lun Bawang FC
- Wijaya United
- Indera Sport Club
- MS ABDB
- Kasuka Football Club
- IKLS Football Club - Promu de D2
- Setia Perdana FC - Promu de D2
- MS PDB

## Compétition

### Classement
Le classement est établi sur le barème de points classique (victoire à 3 points, match nul à 1, défaite à 0).
| Rang | Équipe               | Pts | J  | G  | N | P  | Bp | Bc | Diff |
| ---- | -------------------- | --- | -- | -- | - | -- | -- | -- | ---- |
| 1    | MS ABDBT             | 47  | 18 | 15 | 1 | 2  | 40 | 13 | +27  |
| 2    | Kasuka Football Club | 37  | 18 | 11 | 4 | 3  | 58 | 16 | +42  |
| 3    | Wijaya United        | 37  | 18 | 11 | 4 | 3  | 45 | 24 | +21  |
| 4    | Indera Sport Club    | 35  | 18 | 10 | 5 | 3  | 49 | 24 | +25  |
| 5    | Kota RangersC        | 35  | 18 | 11 | 2 | 5  | 50 | 30 | +20  |
| 6    | MS PDB               | 25  | 18 | 7  | 4 | 7  | 33 | 30 | +3   |
| 7    | Lun Bawang FC        | 17  | 18 | 5  | 2 | 11 | 23 | 43 | -20  |
| 8    | Setia Perdana FC     | 10  | 18 | 3  | 1 | 14 | 26 | 56 | -30  |
| 9    | IKLS Football ClubP  | 10  | 18 | 3  | 1 | 14 | 18 | 50 | -32  |
| 10   | Najip-Bakes FC       | 6   | 18 | 2  | 0 | 16 | 15 | 71 | -56  |

|  | Qualification pour la Coupe de l'AFC 2020                                    |
|  | Relégation en deuxième division                                              |
|  | T : Tenant du titre C : Vainqueur de la Coupe de Brunei P : Club promu de D2 |

## Bilan de la saison
| Championnat de Brunei de football 2018-2019 |                    |
| Champion                                    | MS ABDB (4e titre) |
| Coupes et trophées                          |                    |
| Vainqueur de la Coupe de Brunei 2018-2019   | Kota Rangers       |
| Qualifications continentales                |                    |
| Coupe de l'AFC 2020                         | MS ABDB            |
| Promotions et relégations                   |                    |
| Promus en Brunei Super League               | DPMM-2 FC          |
| Promus en Brunei Super League               | Tabuan Muda        |
| Relégués en Liga Perdana                    | IKLS Football Club |
| Relégués en Liga Perdana                    | Najip-Bakes FC     |